# Jon Šporn
Jon Šporn (* 22. Mai 1997 in Celje) ist ein slowenischer Fußballspieler.

## Karriere

### Verein
Šporn begann seine Karriere beim NK Celje. Im Mai 2014 debütierte er für die Profis von Celje in der 1. SNL, als er am 36. Spieltag der Saison 2013/14 gegen den ND Gorica in der 67. Minute für Danijel Miškić eingewechselt wurde. Dies war sein einziger Saisoneinsatz. Im Mai 2015 erzielte er bei einem 3:2-Sieg gegen den FC Koper sein erstes Tor in der höchsten slowenischen Spielklasse. In der Saison 2014/15 kam er zu zehn Erstligaeinsätzen. In der Saison 2015/16 absolvierte er kein Spiel für die Profis. Nach weiteren zehn Einsätzen in der Saison 2016/17 wurde er in der Winterpause an den Zweitligisten NK Drava Ptuj verliehen. Für Ptuj kam er bis Saisonende zu sieben Einsätzen in der 2. SNL. Nach Saisonende wurde die Leihe um eine weitere Spielzeit verlängert und im Januar 2018 wurde er vom Zweitligisten fest verpflichtet. In der Saison 2017/18 kam er zu 27 Zweitligaeinsätzen für den Verein. Als Vizemeister nahm er mit Ptuj an der Aufstiegsrelegation teil, in der man jedoch am NK Triglav Kranj scheiterte.
Nach insgesamt 52 Zweitligapartien wechselte Šporn im Januar 2019 zum Erstligisten NŠ Mura. Bis Saisonende kam er zu fünf Einsätzen für Mura, in denen er ein Tor erzielte. Als Tabellenvierter nahm er mit dem Verein in der Folgesaison an der Qualifikation zur UEFA Europa League, bei der man jedoch in der ersten Runde an Maccabi Haifa scheiterte. In der Saison 2019/20 kam er zu 24 Einsätzen für Mura in der 1. SNL.
Zur Saison 2020/21 wechselte er zum österreichischen Zweitligisten SV Horn. Für Horn kam er zu drei Einsätzen in der 2. Liga, ehe er den Verein schon im September 2020 wieder verließ und zum NK Celje zurückkehrte.

### Nationalmannschaft
Šporn absolvierte zwischen August und September 2015 drei Spiele für die slowenische U-19-Auswahl.